# Football Club United of Manchester
Ne pas confondre avec Manchester United Football Club, un autre club mancunien.
Maillots
Dernière mise à jour : 6 octobre 2024.
Le Football Club United of Manchester (couramment abrégé FC United), est un club de football anglais fondé en 2005 par des supporters en désaccord avec l'acquisition de Manchester United par Malcolm Glazer. Le club mancunien évolue au Broadhurst Park depuis 2015.
L'équipe première, entraînée par Neil Reynolds, évolue depuis 2018 en Northern Premier League Premier Division (septième division anglaise).
En 2022, le FCUM remporte à Rimini la finale du Fenix Trophy, compétition européenne amicale. 
En 2025, Eric Cantona devient copropriétaire du club. 

## Histoire
Prenant exemple sur les fans de Wimbledon qui ont fondé en 2002 le club d'AFC Wimbledon, les supporters de Manchester United, en colère après la prise de contrôle de leur club par la famille Glazer, ont décidé de créer un club. Ce dernier évolue en 2005-2006 en Division 2 de la North West Counties Football League (équivalent D10). C'est plutôt modeste, mais après le succès de l'expérience menée par l'AFC Wimbledon (deux promotions lors des trois premières saisons ; le club évolue en 2011-2012 en équivalent D4), tous les espoirs sont permis pour ce nouveau club.
À l'issue de la saison 2005-2006, le club est promu en Division 1 de la North West Counties Football League (équivalent D9).
À l'issue de la saison 2006-2007, le club est promu en First division de la Northern Premier League (équivalent D8).
À l'issue de la saison 2007-2008, le club est promu via les play-offs (en terminant second de la ligue) en "Unibond Premier Division" (équivalent D7).
Sept grands principes régissent ce nouveau club afin d'éviter toutes dérives :
- Les dirigeants sont élus démocratiquement par les supporters.
- Les décisions seront prises en respectant le principe : un homme, un vote.
- Le club développera une relation forte avec la communauté locale, sans aucune discrimination.
- Le club veillera à pratiquer des prix d'entrée accessibles.
- Le club encouragera une participation des jeunes et des gens du cru, sur le terrain et dans les tribunes.
- Les dirigeants veilleront à ne pas verser dans la commercialisation à outrance.
- Le club restera toujours une association à but non lucratif.

## Records
- Plus grand nombre de supporters à domicile : 6 023 personnes
- Plus grand nombre de supporters à l'extérieur : 4 500 personnes
- Plus petit nombre de supporters à domicile : 1 554 personnes
- Plus petit nombre de supporters à l'extérieur : 365 personnes

- Plus large victoire : 10-2 (10 décembre 2005 vs Castleton Gabriels)
- Plus large défaite : 0-4 (8 décembre 2010 vs Brighton Hove Albion)

- Le plus de buts marqués en un match : 10 (10 décembre 2005 vs Castleton Gabriels)
- Le plus de buts encaissés en un match : 4 (10 octobre 2005 vs Bradford Park Avenue)